# Pongrátz testvérek
A  Pongrácz  / Pongrátz / Pungutz testvérek az 1956-os forradalom legendás szabadságharcosai voltak.
A szamosújvári, erdélyi örmény eredetű család kilenc gyermeke közül hat fiútestvér fegyverrel harcolt a szovjet megszállók ellen a szabadságért a budapesti Corvin közben: Pongrátz András (1938–), Pongrátz Bálint, Pongrátz Ernő (1920–1978), Pongrátz Gergely (1932–2005), Pongrátz Kristóf (Bandi) (1927–2009) és Pongrátz Ödön (1922–2009).
A család a trianoni döntéssel Romániához került Szamosújvárról származott, amelynek 1940-ben a testvérek édesapja volt a polgármestere. A család 1945-ben az előrenyomuló román és szovjet csapatok elől költözött Magyarországra. (Mátészalkára, majd később Soroksárra.)
Pongrátz Gergely így emlékszik édesapjukra, aki néhány hónappal a forradalom kitörése előtt hunyt el: „Amikor meglátta az első orosz katonát, akkor megfogadta: addig, amíg itt vannak az oroszok, nem borotválkozik. Mellig érő szakállal temettük '56 áprilisában.”
A Corvin közi ellenállásban először Ödön és Kristóf (akit valami okból Bandinak keresztelt a család) vettek részt, a későbbi főparancsnok Gergely később csatlakozott. Ödön és Kristóf jelentős szerepet játszott a Corvin köziek lőszer és élelem utánpótlásában. Tárgyalni gyakran Ernőt és Ödönt küldték. Ödönt a Corvin köziek Papa, Kiabálós papa becenéven ismerték, mert 34 évével apai korúnak számított a pesti srácok között, Gergely beceneve Bajusz volt.
A forradalom idején a Soroksáron maradtak is segítségükre voltak abban, hogy telefonon értesítették őket, hány tank vonul északra, a város felé abból az irányból. „Ezt a feladatot az akkor tizenkét és fél éves Marika húgunk látta el, kifogástalanul. Még azokat a számokat is leírta, amik a tankok oldalán voltak olvashatók” – írta emlékezésében Ernő.

## Október 23-án és 24-én

### Ernő
A testvérek közül először Ernő keveredett az eseményekbe, aki a tüntetőkkel együtt a Parlamenthez jutott és beengedték, hogy a tüntetők nevében tárgyaljon. Az egész éjszakát a parlamentben töltötte, és erről telefonon értesítette édesanyját és testvéreit, Ödönt és Bandit, akik otthon cserépkályhát tapasztottak. (Közben Ernő a Rádióba is átment egy magnetofonért - hogy rögzítse Nagy Imre beszédét -, ahol tanúja volt a kezdődő ostromnak.)

### Ödön és Bandi
Gerő Ernő nagy csalódást keltő, a tüntetéseket elítélő rádióbeszéde után a tapasztók otthagyták a kályhát és a Rádióhoz indultak. (A rádióból már hallatszottak a lövések – emlékezett vissza Ödön.) Útközben megálltak a Lámpagyárnál – amelyről már korábban elterjedt a hír, hogy ott fegyvereket gyártanak, és rá is találtak a karebélyokra és a lőszerekre. Egy felkelőkkel és fegyverekkel rakott teherautóval még éjfél előtt a Rádióhoz indultak, de csak a Móricz Zsigmond körtérig jutottak. A Fehérvári út bejáratánál barikádot rögtönöztek és Bandi javaslatára benzint locsoltak szét, hogy megállítsák a tankokat. „Nem sokkal korábban egy beszkártost, aki munkába ment, lebeszéltük szándékáról, s ha már nem megyek munkába – mondta –, nektek adom az uzsonnámat. Megettük a zsemlyét és a tepertőt” – írta Ödön. A begyújtott benzin nem sokkal később egy 13 tankból álló oszlopot kényszerített visszafordulásra. (A szovjet hadvezetés állítólag a Székesfehérváron állomásozó páncélosokat rendelte Budapestre, Pongrátzék ezekkel találkozhattak.)
Ezután egy csoport fegyveressel a hídon át a Boráros térre mentek, majd tovább a körúton. Ekkor voltak tanúi annak, hogy egy diplomáciai rendszámú autóban ülő orosz tiszt kihajolva sorozatot adott le a tömegre, több embert megölve. „A sebesülteket a Kilián laktanyába és a távolabbi klinikába szállítottuk. Ekkor kezdtük használni a benzines üvegeket.” Mindez már a Corvin köz közvetlen közelében történt.

### András
Még az előző nap délután négy órakor Pongrátz András, 17 éves diák az Eötvös Loránd Gépipari Technikumban, akit nem érdekelt a politika, Soroksárra hazafelé menet a Blaha Lujza téren csoportosulást látott. Leugrott a villamosról és nem sokkal később a mai Felvonulási téren álló Sztálin-szobornál találta magát, ahol részt vett a szobor ledöntésében. Késő estére már a Rádiónál volt, ahol tanúja volt az ostrom egy részének. Soroksárra hazaérve másnap társaival barikádot emeltek, hogy megállítsák az orosz tankokat, azok azonban egyszerűen kikerülték az akadályt. A soroksáriak tehetetlenségükben kövekkel és féltéglákkal dobálták az orosz teherautókat, ahonnan visszalőttek és többen holtan maradtak a földön.